# ジョン・パーカー (キャプテン)
ジョン・パーカー (John Parker 1729年7月13日～1775年9月17日) とは、アメリカ合衆国の農民、技術者、兵士である。1775年4月19日に勃発したレキシントン・コンコードの戦いにて指揮を執った人物である。

## 経歴
1729年7月13日に、マサチューセッツ州レキシントンにて生まれる。フレンチ・インディアン戦争を経験している。